# Енді Каррен
Енді Каррен (англ. Andy Curran) — канадський рок-музикант.
Спочатку він був відомий як басист і спів-вокаліст хард-рок гурту Coney Hatch з Торонто , з яким він випустив три альбоми в 1980-х роках.
Після першого розпаду гурту Coney Hatch, Енді Каррен створив новий гурт.
Гурт спочатку складався з гітаристів Гарольда Сміта (Harold Smith) та Рея Бака (Ray Buck) з барабанщиком Джеком Фуллером (Jack Fuller), а потім з гітаристів Майкла Боркоскі (Michael Borkosky) та Саймона Браєрлі (Simon Brierley) з барабанщиком Гленном Мілчемом (Glenn Milchem).
Мілчем покинув гурт на ранній стадії через багато інших зобов'язань як сесійного музиканта, і його замінив Едді Зіман (Eddie Zeeman).
Вони підписали контракт з лейблом Alert Records, але лейбл вирішив просувати Енді Каррена як сольного виконавця.
У 1990 році вийшов сольний альбом Енді Каррена під назвою Andy Curran.
Енді Каррен отримав номінації на премію Juno Award як найперспективніший вокаліст та за найкращий метал/хард-рок альбом 1991 року на Juno Awards.
Енді Каррен отримав премію Juno Award як найперспективніший вокаліст.
Після цього альбому Каррен і учасники бек гурту вирішили працювати як гурт з назвою Soho 69. У 1993 році гурт Soho 69 випустив альбом Scatterbrain.
У 1994 році Каррен, як сольний виконавець, записав кавер на пісню Ніла Янга (Neil Young) «Cinnamon Girl» для триб'ют-альбому Borrowed Tunes: A Tribute to Neil Young.
Наприкінці 1990-х Каррен і Браєрлі знову об'єднались в новому проекті Caramel, який випустив однойменний альбом у 1998 році.
Каррен також працював разом з Кімом Мітчеллом (Kim Mitchell) над альбомом Мітчелла, Kimosabe, який вийшов у 1999 році.
На початку 2000-х Каррен приєднався до лейблу Anthem Records як менеджер підрозділу Artists and repertoire, який відповідав за скаутинг та нагляд за художнім розвитком виконавців та авторів пісень.
Він написав ще дві пісні для альбому Кіма Мітчелла, Ain't Life Amazing, 2007 року; а також брав участь у записі об'єднавчого альбому гурту Coney Hatch, Four, 2013 року, та брав участь в окремих об'єднавчих концертах гурту Coney Hatch.
У червні 2021 року Алекс Лайфсон випустив на своєму офіційному сайті два сольні інструментальні треки, «Kabul Blues» і «Spy House». У записі треків брали участь басист Енді Каррен і барабанщик Девід Куінтон Стейнберг.
У 2021 році Енді Каррен, Майя Вінн і Алекс Лайфсон створили новий гурт Envy of None.
Однойменний дебютний альбом гурту Envy of None вийшов 8 квітня 2022 року.
У 2022 році, після російського вторгнення в Україну, гурт Envy of None випустив сингл «Enemy» / «You'll Be Sorry» на підтримку УВКБ ООН в Україні. Envy of None обрали УВКБ ООН, як організацію для пожертвувань, після того, як з ними зв'язалися друзі з рок-гурту Big Wreck, коли вони запустили подібну кампанію. Менеджер Big Wreck настійно порекомендував УВКБ ООН. Envy of None вирішила піти їхніми стопами.
Гурт зібрав близько 100 тисяч доларів на підтримку України — і загальна сума продовжує зростати. За допомогою їхньої торговельної компанії Vision Merch, незалежного лейбла Kscope та друзів з Precision Record Pressing, було створено 7-дюймовий вініловий диск, виготовлений спеціально для проєкту, а виручені кошти підуть на допомогу УВКБ ООН в Україні.